# Patrick El Mabrouk
Patrick El Mabrouk est un athlète français, né le 30 octobre 1928 à Tagla (Algérie), mort le 3 février 1994, de 1,78 m pour 65 kg et spécialiste de demi-fond dans les années 1950. Il a été licencié à l'ASPTT d'Alger jusqu'en 1948, puis au Stade français de 1949 à 1954, et enfin à l'UA Tarbes après 1955.

## Palmarès
- 26 sélections en équipe de France A, de 1948 à 1955

- Recordman de France du 1 500m à 2 reprises, sur 8 années
- Recordman de France au relais 4 × 800m en 1950, durant 21 ans

- Vice-champion d'Europe du 1500m en 1950
- Médaille d'or du 800m aux Jeux Méditerranéens de 1951
- Médaille d'or du 1500m aux Jeux Méditerranéens de 1951
- Médaille d'or au relais 4 × 400m aux Jeux Méditerranéens de 1951
- 9 titres de champion de France seniors, sur 800m (à 4 reprises) et 1500m (à 5 reprises) dans les années 1940 et 1950.